# Joaquim Barradas de Carvalho
Joaquim Manuel Godinho Braga Barradas de Carvalho GCIH (Lisboa, São Jorge de Arroios, 13 de junho de 1920 — Lisboa, 18 de junho de 1980) foi um historiador e professor universitário português, revolucionário comunista, antifascista e opositor ao regime do Estado Novo.

## Biografia

### Origens
Era filho de Manuel Telles Barradas de Carvalho (Avis, Avis, 20 de Setembro de 1895 - ?), latifundiário e monárquico liberal, e de sua mulher (casados em Ponte de Sor, Galveias, a 23 de Agosto de 1919) Lobélia Garcia Godinho Braga (Ponte de Sor, Galveias, 4 de Março de 1896 - Ponte de Sor, Galveias, 8 de Fevereiro de 1981).

### Percurso Académico
Era licenciado em Ciências Histórico-Filosóficas, pela Faculdade de Letras da Universidade de Lisboa (1946), doutor «de 3.e cycle» em Estudos Ibéricos, pela Universidade de Paris - Sorbonne (1961) e doutor «d'État» em Letras e Ciências Humanas, pela Universidade de Paris IV (1975). Em França foi bolseiro do Ministério dos Negócios Estrangeiros francês, da Fundação Calouste Gulbenkian, da Association Marc Bloch e do Centre National de Recherche Scientifique.
Durante a sua carreira académica foi Professor Titular Contratado da Faculdade de Filosofia, Letras e Ciências Humanas da Universidade de São Paulo, no Brasil (1964-1969), foi attaché e chargé de recherche no Centre National de la Recherche Scientifique, em Paris (1970-1976) e Professor Catedrático da Faculdade de Letras da Universidade de Lisboa (1977-1980).
Tem publicadas mais de uma centena de publicações científicas. Entre as principais, salientem-se os livros As Ideias Políticas e Sociais de Alexandre Herculano (1971), As fontes de Duarte Pacheco Pereira no Esmeraldo de situ orbis (1968), A Europa ou o Atlântico? (1974), À la recherche de la spécificité de la Renaissance portugaise – L ' Esmeraldo de situ orbis de Duarte Pacheco Pereira et Ia litérature portugaise de voyages à l' époque des grandes découvertes – Contribution à l' étude des origines de Ia pensée moderne (1975).

### Activista Político
Joaquim Barradas de Carvalho foi militante do Partido Comunista Português desde 1942 até ao fim da sua vida. Neste partido, à época ilegal e funcionando clandestinamente dado vigorar em Portugal a ditadura do Estado Novo, Joaquim Barradas de Carvalho teve como tarefa a distribuição do jornal ilegal Avante! por todo o país, desempenhadas ao lado do histórico militante comunista José Moreira, responsável pelas tipografias clandestinas do PCP onde era impresso o jornal, que por isso viria a ser assassinado pela Polícia Internacional e de Defesa do Estado em 1950. Acerca deste dará Joaquim Barradas de Carvalho, em 1975, à Radio Televisão Portuguesa, um dos únicos testemunhos diretos hoje existentes.
A verdadeira dimensão da actividade política clandestina de Joaquim Barradas de Carvalho nunca seria descoberta pela PIDE. Só em Agosto de 1952 irá a PIDE registar na sua ficha sobre este que Joaquim Barradas de Carvalho "assinou as listas do MUD em 1945". Será a repressão política que o fará exilar-se em França. Quando tenta regressar a Portugal em 1961 concorrendo ao lugar de encarregado de curso da Faculdade de Letras da Universidade do Porto o próprio ditador António Oliveira Salazar terá pedido informações sobre este, levando o seu percurso antifascista a que a sua candidatura fosse cancelada. Joaquim Barradas de Carvalho reage participando na Revolta de Beja, em consequência da qual terá que voltar a fugir do país por estar ameaçado de prisão política.

### Família
Casou primeira vez em Lisboa a 3 de Dezembro de 1945 com Ruth Arons (Berlin, 26 de Abril de 1922), judia alemã que fugiu de Berlim, com a família, em 1936, fixando-se em Lisboa. Foi pai do jornalista Manuel Arons de Carvalho e do deputado Alberto Arons de Carvalho. Casou segunda vez em Lisboa em 1957 com Maria Margarida Cambon Brandão (Lisboa, Santos-o-Velho, 24 de Dezembro de 1920), filha de Carlos Manços Brandão e de sua mulher Tomasa Fortunata Margarida Cambon Garcia, de origem espanhola, e foi pai do fonologista Joaquim Manuel Brandão de Carvalho (Lisboa, 1958) e do desenhador Miguel Brandão de Carvalho (Paris, 1961).

### Morte
Morreu em Lisboa, a 18 de junho de 1980, aos 60 anos, na sequência de uma «afeção não inteiramente diagnosticada» contraída a 28 de abril de 1980.

### Distinções Honoríficas
A 3 de Julho de 1987 foi agraciado a título póstumo com a Grã-Cruz da Ordem do Infante D. Henrique.